# Крёстный отец (саундтрек)
«Крёстный отец» (англ. The Godfather) — саундтрек к одноимённому фильму, выпущенный в 1972 году лейблом Paramount Records и в 1991 году лейблом MCA Records на CD.
Музыка была номинирована на премию «Оскар»; однако Академия сняла номинацию после того, как определила, что «Love Theme» была переписанной версией музыки Нино Роты из фильма 1958 года «Фортунелла».

## Предыстория и запись
Коппола нанял итальянского композитора Нино Роту для создания подчеркивания фильма, включая главную тему «Speak Softly, Love». В октябре 1971 года Коппола прилетел в Рим с копией фильма, чтобы дать Роте возможность просмотреть и создать музыку соответственно. Для музыки Рота должен был относиться к ситуациям и персонажам в фильме. Скотт Кейн из «The Atlanta Journal» и «Constitution» отреагировал на работу Роты с музыкой к фильму, сказав, что независимо от того, как получился фильм, «это будет стоить только за вклад Роты». Рота писал новую музыку для фильма и взял некоторые части из своей музыки к фильму «Фортунелла» 1958 года, чтобы создать итальянское чувство и вызвать темы трагического фильма. Рота также за основу композиции «Main Theme (The Godfather Waltz)» (Вальс крестного отца) взял Симфонию № 1 Яна Сибелиуса. Исполнительный директор Paramount Эванс счёл музыку слишком «высокострой» и не хотел её использовать; однако она была использована после того, как Копполе удалось заставить Эванса согласиться. Коппола считал, что музыкальное произведение Роты придало фильму ещё больше итальянского ощущения. Отец Копполы, Кармайн, создал дополнительную музыку, особенно музыку, сыгранную группой во время открытия свадебной сцены.
В фильме есть девять случаев, когда можно услышать случайную музыку, включая «C’è la luna mezzo mare» и арию Керубино, «Non so più cosa son» из «Свадьбы Фигаро». Саундтрек был выпущен в 1972 году в виниловой пластинке лейблом Paramount Records, на компакт-диске в 1991 году лейблом Geffen Records и в цифровом виде тем же лейблом 18 августа 2005 года. Альбом содержит более 31 минуты музыки из фильма, большинство из которых написаны Ротой, а также песню Копполы и песню Джонни Фэрроу и Марти Саймса. К апрелю 1972 года на рынке было 29 записей музыки Нино Роты, в частности, были записаны песни «The Godfather Waltz», «Speak Softly, Love» и «Love Theme from The Godfather». Ожидалось, что с течением года на рынке появится больше записей.

## Список композиций
| №  | Название                           | Автор(ы)                   | Длительность |
| -- | ---------------------------------- | -------------------------- | ------------ |
| 1. | «Main Title (The Godfather Waltz)» | Нино Рота                  | 3:04         |
| 2. | «I Have But One Heart»             | Джонни Фэрроу, Марти Саймс | 3:00         |
| 3. | «The Pickup»                       | Нино Рота                  | 2:56         |
| 4. | «Connie's Wedding»                 | Кармайн Коппола            | 1:33         |
| 5. | «The Halls of Fear»                | Нино Рота                  | 2:12         |
| 6. | «Sicilian Pastorale»               | Нино Рота                  | 3:03         |

| №  | Название                        | Автор(ы)  | Длительность |
| -- | ------------------------------- | --------- | ------------ |
| 1. | «Love Theme from The Godfather» | Нино Рота | 2:37         |
| 2. | «The Godfather Waltz»           | Нино Рота | 3:35         |
| 3. | «Apollonia»                     | Нино Рота | 1:22         |
| 4. | «The New Godfather»             | Нино Рота | 2:00         |
| 5. | «The Baptism»                   | Нино Рота | 1:51         |
| 6. | «The Godfather Finale»          | Нино Рота | 3:50         |

## Реакция
| Награда        | Категория                                                                      | Номинант  | Результат |
| -------------- | ------------------------------------------------------------------------------ | --------- | --------- |
| Оскар          | Лучшая драматическая музыка к фильму                                           | Нино Рота | Revoked   |
| BAFTA          | Лучшая музыка к фильму                                                         | Nino Rota | Победа    |
| Золотой глобус | Лучшая музыка к фильму                                                         | Нино Рота | Победа    |
| Грэмми         | Лучшая оригинальная музыка, написанная для фильма или специального телевыпуска | Nino Rota | Победа    |

## Создатели
- Композитор: Кармайн Коппола
- Композитор: Джонни Фэрроу
- Приглашённый артист: Аль Мартино
- Композитор: Джованни Рота
- Композитор и главный артист: Нино Рота
- Композитор и главный артист: Карло Савина
- Композитор: Марти Саймс

Источник:

## История выхода
| Дата            | Формат(ы)           | Лейбл(ы)          | Ref(s) |
| --------------- | ------------------- | ----------------- | ------ |
| 1972            | винил               | Paramount Records | [ 10 ] |
| 1991            | CD                  | Geffen Records    | [ 10 ] |
| 18 августа 2005 | цифровое скачивание | Geffen Records    | [ 10 ] |